# From the Past We Summon Thee
From the Past We Summon Thee är en EP av det grekiska black metal-bandet Necromantia från Aten som släpptes 1996. Skivan gavs ut som 7' vinyl-EP av Dark Side Records och senare som CD av Wild Rags Records. All text och musik är skriven av Necromantia utom texten till "La Mort" som är skriven av den belgiske poeten Emile Verhaeren.

## Låtlista
1. Faceless Gods - 3:46
2. Lycanthropia (Lycaons Metamorphosis) - 1:40
3. La Mort - 4:11

Total speltid 9:37 

## Banduppsättning
- The Magus (George Zaharopoulos), sång, bas
- Baron Blood (Makis), 8-strängad bas

### Gästmusiker
- Slow Death – bakgrundssång
- Dave P. – gitarr
- J. Papayiannis – keyboards